# Josie Sedgwick
Pour les articles homonymes, voir Sedgwick.
Josie Sedgwick (née le 13 mars 1898 à Galveston, Texas, morte le 30 avril 1973 à Santa Monica en Californie) est une actrice américaine, dont la carrière au cinéma s'est déroulée entre 1914 et 1932.
Elle est la sœur du réalisateur Edward Sedgwick (1889-1953) et de l'actrice Eileen Sedgwick (1898-1991).

## Filmographie
- 1917 : Fighting Back de Raymond Wells : une danseuse
- 1917 : L'Escapade de Corinne (Indiscreet Corinne) de John Francis Dillon : Pansy Hartley
- 1917 : The Maternal Spark de Gilbert P. Hamilton : Clarice Phillips
- 1917 : One Shot Ross de Clifford Smith : Nan Sheridan
- 1918 : Lure of the Circus (en)
- 1919 : The She Wolf
- 1919 : Kingdom Come (en)
- 1920 : Daredevil Jack (en)
- 1921 : The Duke of Chimney Butte de Frank Borzage : Grace Kerr
- 1923 : P'tit Père (Daddy) de E. Mason Hopper : Helene Savelli
- 1924 : La Phalène blanche (The White Moth) de Maurice Tourneur : Ninon
- 1925 : Let 'er Buck d'Edward Sedgwick